# Liste der denkmalgeschützten Objekte in Kryštofově Údolí
Grundlage dieser Liste der denkmalgeschützten Objekte in Kryštofovo Údolí ist die ÚSKP-Liste (Ústřední seznam kulturních památek České republiky, deutsch Zentrale Liste der Kulturdenkmäler der Tschechischen Republik), die von der tschechischen Denkmalschutzbehörde NPÚ (Národní památkový ústav, deutsch Nationale Denkmalbehörde) seit 1987 geführt wird und an die seit dem Jahr 1850 geschaffenen Listen anschließt.

## Denkmalgeschützte Objekte in Kryštofovo Údolí nach Ortsteilen

### Kryštofovo Údolí(Christofsgrund)
Das Zentrum der Gemeinde ist 2004 zu einer dörflichen Denkmalzone erklärt worden.
| Lage                                    | Objekt                                 | Beschreibung | ÚSKP-Nr.                  | Bild           |
| --------------------------------------- | -------------------------------------- | --- | ------------------------- | -------------- |
| Kryštofovo Údolí 24 (Standort)          | Kirche St. Christophorus mit Pfarrhaus | Kirche St. Christophorus, Pfarrhaus Nr. 24, Glockenturm, Leichenhalle, Friedhof, Einfriedung, Tor, Statue des hl. Wenzel                                     | 36695/5-4355 Info Katalog | weitere Bilder |
| Kryštofovo Údolí, bei Nr. 25 (Standort) | Kirchenbrücke                          | barocke Brücke über die Rokytka (Eckersbach) zum Kirchenareal, das Alter ist nicht bekannt, Inschrift 1763 am Sockel der Statue des Hl. Johannes von Nepomuk | 27589/5-4357 Info Katalog | weitere Bilder |
| Kryštofovo Údolí (Standort)             | Kapelle mit Pietà-Skulptur             | Kapelle mit Pietà-Skulptur | 25376/5-4354 Info Katalog | weitere Bilder |
| Kryštofovo Údolí, bei Nr. 57 (Standort) | Mariahilf-Kapelle                      | Mariahilf-Kapelle oder Kapelle der schmerzensreichen Jungfrau Maria                                                                                          | 14527/5-4353 Info Katalog | weitere Bilder |
| Kryštofovo Údolí 15 (Standort)          | Bauernhaus                             | Bauernhaus | 37606/5-4361 Info Katalog | weitere Bilder |
| Kryštofovo Údolí 17 (Standort)          | Bauernhaus                             | Bauernhaus, südöstlich der Hauptstraße, im Talgrund am Bach                                                                                                  | 41281/5-4349 Info Katalog | weitere Bilder |
| Kryštofovo Údolí 21 (Standort)          | Bauernhaus                             | Bauernhaus, im Ortszentrum, rechts von der Hauptstraße nach Liberec                                                                                          | 16068/5-4359 Info Katalog | weitere Bilder |
| Kryštofovo Údolí 41 (Standort)          | Bauernhaus                             | Bauernhaus, an der Hauptstraße | 49764/5-5852 Info Katalog | weitere Bilder |
| Kryštofovo Údolí 64 (Standort)          | Bauernhaus                             | Bauernhaus, im Ortszentrum, links von der Hauptstraße nach Liberec                                                                                           | 29699/5-4358 Info Katalog | weitere Bilder |
| Kryštofovo Údolí 67 (Standort)          | Bauernhaus                             | Bauernhaus, im Ortszentrum, links von der Hauptstraße nach Liberec                                                                                           | 24990/5-4351 Info Katalog | weitere Bilder |
| Kryštofovo Údolí, bei Nr. 67 (Standort) | Kruzifix                               | Kruzifix | 47710/5-4352 Info Katalog | Kruzifix       |
| Kryštofovo Údolí 75 (Standort)          | Bauernhaus                             | Bauernhaus, im Ortszentrum, links von der Hauptstraße nach Liberec                                                                                           | 43799/5-4348 Info Katalog | weitere Bilder |
| Kryštofovo Údolí 78 (Standort)          | Bauernhaus                             | Bauernhaus | 53647/5-4350 Info Katalog | BW             |
| Kryštofovo Údolí 82 (Standort)          | Bauernhaus                             | Bauernhaus, ehem. Nr. 121 | 36127/5-4360 Info Katalog | weitere Bilder |
| Kryštofovo Údolí 101 (Standort)         | Bauernhaus                             | Bauernhaus | 29822/5-4363 Info Katalog | weitere Bilder |
| Kryštofovo Údolí 126 (Standort)         | Bauernhaus                             | Bauernhaus, rechts von der Hauptstraße nach Liberec | 29431/5-4362 Info Katalog | weitere Bilder |

### Novina(Neuland)
| Lage                                                          | Objekt                     | Beschreibung                                                  | ÚSKP-Nr.                  | Bild           |
| ------------------------------------------------------------- | -------------------------- | ------------------------------------------------------------- | ------------------------- | -------------- |
| Novina (Standort)                                             | Neuländer Eisenbahnviadukt | Neuländer Eisenbahnviadukt der Nordböhmischen Transversalbahn | 33902/5-4364 Info Katalog | weitere Bilder |
| Novina, an der Landstraße nach Křižany (Kriesdorf) (Standort) | Pietà-Skulpturengruppe     | Pietà-Skulpturengruppe                                        | 17918/5-4356 Info Katalog | weitere Bilder |